# Torneo Apertura 2011 (Chile)

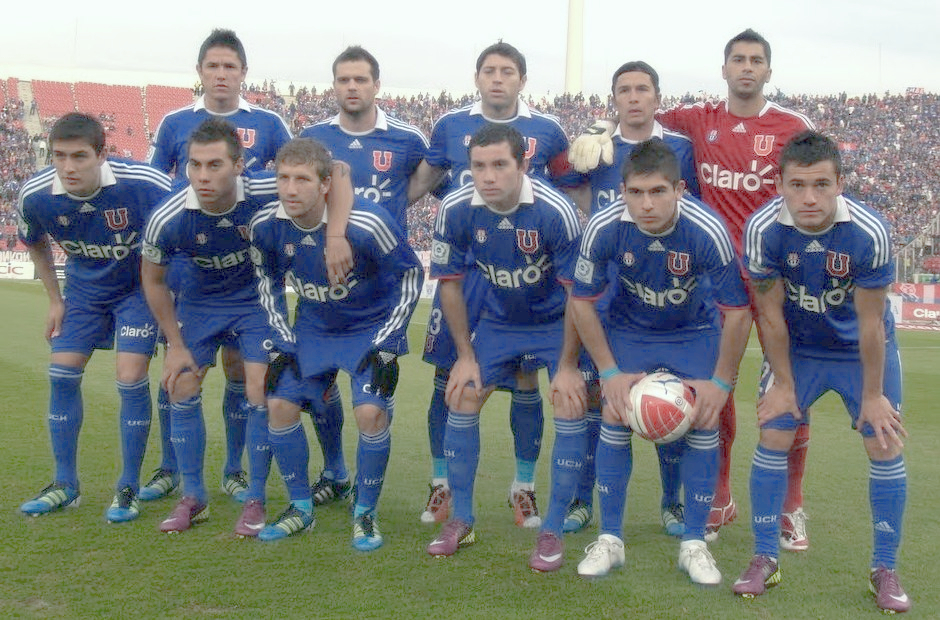
Plantel de la Universidad de Chile el cual fue campeón del Apertura 2011.

El Campeonato Nacional Petrobras de Apertura de Primera División del Fútbol Profesional 2011, o simplemente Torneo de Apertura 2011, fue el primer torneo de la temporada 2011 de la primera división chilena de fútbol. El torneo comenzó el 28 de enero (con el triunfo de Universidad Católica ante Deportes Iquique en el Duelo de Campeones) y finalizó el 12 de junio con el triunfo de Universidad de Chile en la final sobre Universidad Católica.
Esta definición por el título será recordada por ser una de las más emocionantes de las últimas décadas considerando el como se dio el triunfo de la Universidad de Chile, quienes en el partido de ida habían perdido 0-2, necesitando con esto una diferencia mínima de 3 goles para lograr campeonar en la vuelta. Finalmente Universidad de Chile ganó 4-1 el partido de revancha frente a la impotencia de una Universidad Católica que terminó con dos jugadores expulsados (Tomás Costa y Alfonso Parot), mientras que la Universidad de Chile debió enfrentar la expulsión de Gustavo Canales . De esta manera el elenco azul se proclamaría campeón del torneo, obteniendo su décima cuarta estrella oficial, inscribiendo su nombre en el Huemul de Plata y clasificando a la Copa Libertadores 2012.
Se jugó en modalidad mexicana, es decir, se jugó una Fase Clasificatoria, donde se enfrentaron todos contra todos en una sola rueda. Los 8 primeros de la tabla de posiciones general accedieron a los play-offs o sistema de eliminación directa, en donde los equipos jugaron en cuartos de final, semifinal y final (partidos de ida y vuelta).

## Aspectos generales

### Modalidad
Luego de disputada la fase regular, se jugáron los play-offs, en la cual el equipo que ganó la final se proclamó campeón de este torneo, inscribió su nombre en el Huemul de Plata y además, clasificó automáticamente a la Copa Libertadores 2012 como "Chile 1". El elenco que terminó en el primer lugar de la fase regular clasificó a la Copa Sudamericana 2011 como "Chile 2" y el elenco que terminó como subcampeón del torneo, deberá jugar en partidos de ida y vuelta ante Deportes Concepción (subcampeón de la Copa Chile Bicentenario) para definir quien obtendrá el cupo de "Chile 3" para la Copa Sudamericana 2011.

## Ascensos y descensos
| Pos. | Descendidos de 1.ª División |
| ---- | --------------------------- |
| 17.º | Everton                     |
| 18.º | San Luis                    |

| Pos. | Ascendidos de Liguilla de Ascenso de Primera B |
| ---- | ---------------------------------------------- |
| 1.º  | Deportes Iquique                               |
| 2.º  | Unión La Calera                                |

## Datos de los clubes
| Equipo               | Equipo                    | Entrenador                               | Entrenador            | Ciudad      | Estadio                              | Capacidad | Marca    | Patrocinador             |
| -------------------- | ------------------------- | ---------------------------------------- | --------------------- | ----------- | ------------------------------------ | --------- | -------- | ------------------------ |
|                      | Audax Italiano            | Bandera de Argentina                     | Omar Labruna          | Santiago    | Bicentenario Municipal de La Florida | 12.000    | Diadora  | Patrimonio de la Familia |
|                      | Cobreloa                  | Bandera de Uruguay · Bandera de Chile    | Nelson Acosta         | Calama      | Municipal de Calama                  | 13.000    | Mitre    | Finning CAT              |
|                      | Cobresal                  | Bandera de Chile                         | Luis Musrri           | El Salvador | El Cobre                             | 15.000    | Lotto    | PF                       |
|                      | Colo-Colo                 | Bandera de Argentina                     | Américo Gallego       | Santiago    | Monumental                           | 46.000    | Umbro    | Cristal                  |
|                      | Deportes Iquique          | Bandera de Chile                         | Jorge Pellicer        | Iquique     | Tierra de Campeones                  | 11.000    | Lotto    | ZOFRI                    |
|                      | Deportes La Serena        | Bandera de Chile                         | Fernando Vergara      | La Serena   | La Portada                           | 14.000    | Lotto    | Unimarc                  |
|                      | Huachipato                | Bandera de Chile                         | Arturo Salah          | Talcahuano  | CAP                                  | 10.500    | Mitre    | CAP                      |
|                      | Ñublense                  | Bandera de Chile                         | Jorge Garcés          | Chillán     | Bicentenario Nelson Oyarzún Arenas   | 12.000    | Mitre    | Danone                   |
|                      | O'Higgins                 | Bandera de Chile                         | Ivo Basay             | Rancagua    | El Teniente                          | 14.450    |          | Agrosuper                |
|                      | Palestino                 | Bandera de Paraguay                      | Gustavo Benítez       | Santiago    | Municipal de La Cisterna             | 12.000    | Training | PF                       |
|                      | Santiago Morning          | Bandera de Chile                         | Fernando Díaz         | Santiago    | Municipal de La Pintana              | 6.000     | Training | Onduline                 |
|                      | Santiago Wanderers        | Bandera de Argentina                     | Juan Manuel Llop      | Valparaíso  | Regional Chiledeportes               | 18.500    | Mitre    | TPS                      |
|                      | Unión Española            | Bandera de Chile                         | José Luis Sierra      | Santiago    | Santa Laura-Universidad SEK          | 22.000    | Joma     | Universidad Sek Chile    |
|                      | Unión La Calera           | Bandera de Chile                         | Emiliano Astorga      | La Calera   | Municipal Nicolás Chahuán Nazar      | 10.000    | Training | PF                       |
|                      | Unión San Felipe          | Bandera de Chile                         | Nelson Cossio         | San Felipe  | Municipal de San Felipe              | 10.000    | Joma     | PF                       |
|                      | Universidad Católica      | Bandera de Argentina · Bandera de España | Juan Antonio Pizzi    | Santiago    | San Carlos de Apoquindo              | 15.000    | Puma     | Cristal                  |
| Universidad de Chile | Universidad de Chile      | Bandera de Argentina                     | Jorge Sampaoli        | Santiago    | Estadio nacional                     | 50.000    | Adidas   | Claro                    |
|                      | Universidad de Concepción | Bandera de Chile                         | Víctor Hugo Castañeda | Concepción  | Municipal de Collao                  | 29.000    | Lotto    | PF                       |

## Equipos porregión
| Región        | N.º | Equipos |
| ------------- | --- | --- |
| Metropolitana | 7   | Audax Italiano, Colo-Colo, Palestino, Santiago Morning, Universidad Católica, Universidad de Chile y Unión Española |
| Valparaíso    | 3   | Santiago Wanderers, Unión La Calera y Unión San Felipe                                                              |
| Biobío        | 3   | Huachipato, Ñublense y Universidad de Concepción                                                                    |
| Tarapacá      | 1   | Deportes Iquique |
| Antofagasta   | 1   | Cobreloa |
| Atacama       | 1   | Cobresal |
| Coquimbo      | 1   | Deportes La Serena                                                                                                  |
| O'Higgins     | 1   | O'Higgins |

|
| Audax Italiano Universidad de Chile Colo-Colo Universidad Católica Unión Española Palestino Santiago Morning |

|}

## Resultados
| Fecha 1            | Fecha 1   | Fecha 1          | Fecha 1                 | Fecha 1     | Fecha 1 |
| Local              | Resultado | Visita           | Estadio                 | Fecha       | Hora    |
| ------------------ | --------- | ---------------- | ----------------------- | ----------- | ------- |
| Deportes Iquique   | 0 - 2     | U. Católica      | Tierra de Campeones     | 29 de enero | 22:00   |
| Audax Italiano     | 1 - 3     | Palestino        | Lucio Fariña            | 28 de enero | 18:00   |
| Huachipato         | 1 - 0     | U. de Concepción | Estadio CAP             | 28 de enero | 20:30   |
| Deportes La Serena | 1 - 1     | U. de Chile      | Nelson Oyarzún          | 28 de enero | 20:30   |
| Ñublense           | 2 - 0     | S. Wanderers     | La Portada              | 28 de enero | 20:30   |
| S. Morning         | 1 - 1     | U. La Calera     | La Pintana              | 30 de enero | 17:30   |
| U. San Felipe      | 3 - 1     | O'Higgins        | Municipal de San Felipe | 30 de enero | 17:30   |
| Colo - Colo        | 2 - 2     | Cobresal         | Monumental              | 30 de enero | 17:30   |
| U. Española        | 0 - 2     | Cobreloa         | Santa Laura             | 30 de enero | 20:00   |

| Fecha 2          | Fecha 2   | Fecha 2       | Fecha 2                  | Fecha 2      | Fecha 2 |
| Local            | Resultado | Visita        | Estadio                  | Fecha        | Hora    |
| ---------------- | --------- | ------------- | ------------------------ | ------------ | ------- |
| U. Católica      | 3 - 1     | A. Italiano   | San Carlos               | 4 de febrero | 20:00   |
| Cobresal         | 3 - 2     | Huachipato    | El Cobre                 | 5 de febrero | 16:00   |
| S. Wanderers     | 2 - 1     | Colo - Colo   | Regional Chiledeportes   | 5 de febrero | 16:30   |
| U. de Concepción | 0 - 0     | D. La Serena  | Municipal de Yumbel      | 5 de febrero | 17:30   |
| U. de Chile      | 3 - 1     | Ñublense      | Nacional                 | 5 de febrero | 20:00   |
| Cobreloa         | 0 - 0     | D. Iquique    | Municipal de Calama      | 6 de febrero | 16:00   |
| S. Morning       | 2 - 4     | O'Higgins     | La Pintana               | 6 de febrero | 17:30   |
| Palestino        | 1 - 2     | U. Española   | Municipal de La Cisterna | 6 de febrero | 17:30   |
| U. La Calera     | 1 - 0     | U. San Felipe | Nicolás Chahuán          | 6 de febrero | 20:00   |

| Fecha 3      | Fecha 3   | Fecha 3          | Fecha 3                | Fecha 3       | Fecha 3 |
| Local        | Resultado | Visita           | Estadio                | Fecha         | Hora    |
| ------------ | --------- | ---------------- | ---------------------- | ------------- | ------- |
| U. Española  | 2 - 1     | S. Wanderers     | Santa Laura            | 11 de febrero | 20:00   |
| U. La Calera | 2 - 1     | U. Católica      | Nicolás Chahuán        | 12 de febrero | 18:30   |
| Huachipato   | 3 - 1     | Ñublense         | Estadio CAP            | 12 de febrero | 20:00   |
| D. La Serena | 0 - 0     | S. Morning       | La Portada             | 12 de febrero | 20:00   |
| Colo - Colo  | 1 - 5     | U. de Concepción | Estadio Monumental     | 12 de febrero | 21:00   |
| D. Iquique   | 1 - 1     | U. San Felipe    | Tierra de Campeones    | 12 de febrero | 22:00   |
| Cobreloa     | 1 - 4     | U. de Chile      | Municipal de Calama    | 13 de febrero | 16:00   |
| A. Italiano  | 3 - 2     | Cobresal         | Municipal Lucio Fariña | 13 de febrero | 18:30   |
| O'Higgins    | 1 - 2     | Palestino        | El Teniente            | 27 de marzo   | 16:00   |

| Fecha 4          | Fecha 4   | Fecha 4      | Fecha 4                       | Fecha 4       | Fecha 4 |
| Local            | Resultado | Visita       | Estadio                       | Fecha         | Hora    |
| ---------------- | --------- | ------------ | ----------------------------- | ------------- | ------- |
| Ñublense         | 2 - 3     | O'Higgins    | Bicentenario Municipal Nelson | 18 de febrero | 20:00   |
| D. La Serena     | 2 - 3     | A. Italiano  | La Portada                    | 18 de febrero | 20:00   |
| S. Wanderers     | 1 - 1     | Palestino    | Regional Chiledeportes        | 18 de febrero | 20:00   |
| Cobresal         | 3 - 1     | U. La Calera | El Cobre                      | 19 de febrero | 16:00   |
| S. Morning       | 3 - 1     | D. Iquique   | Municipal de La Pintana       | 19 de febrero | 18:00   |
| U. de Concepción | 0 - 1     | Cobreloa     | Ester Roa                     | 19 de febrero | 20:30   |
| U. Católica      | 2 - 1     | Huachipato   | San Carlos                    | 19 de febrero | 20:30   |
| U. San Felipe    | 2 - 0     | Colo - Colo  | Municipal de San Felipe       | 20 de febrero | 18:00   |
| U. de Chile      | 2 - 1     | U. Española  | Nacional                      | 20 de febrero | 20:30   |

| Fecha 5      | Fecha 5   | Fecha 5          | Fecha 5             | Fecha 5       | Fecha 5 |
| Local        | Resultado | Visita           | Estadio             | Fecha         | Hora    |
| ------------ | --------- | ---------------- | ------------------- | ------------- | ------- |
| O'Higgins    | 2 - 3     | U. Católica      | El Teniente         | 22 de febrero | 18:00   |
| Ñublense     | 2 - 1     | Cobreloa         | Nelson Oyarzún      | 22 de febrero | 20:30   |
| U. La Calera | 2 - 0     | D. La Serena     | Nicolás Chahuán     | 22 de febrero | 20:30   |
| A. Italiano  | 2 - 1     | U. San Felipe    | Lucio Fariña        | 23 de febrero | 20:00   |
| Huachipato   | 3 - 1     | S. Wanderers     | Estadio CAP         | 23 de febrero | 20:00   |
| Palestino    | 0 - 3     | Colo - Colo      | Nacional            | 23 de febrero | 20:00   |
| D. Iquique   | 1 - 3     | U. de Concepción | Tierra de Campeones | 24 de febrero | 22:00   |
| U. Española  | 3 - 0     | Cobresal         | Santa Laura         | 24 de febrero | 19:00   |
| U. de Chile  | 1 - 2     | S. Morning       | Nacional            | 24 de febrero | 21:00   |

| Fecha 6          | Fecha 6   | Fecha 6      | Fecha 6                 | Fecha 6       | Fecha 6 |
| Local            | Resultado | Visita       | Estadio                 | Fecha         | Hora    |
| ---------------- | --------- | ------------ | ----------------------- | ------------- | ------- |
| D. La Serena     | 1 - 2     | O'Higgins    | La Portada              | 25 de febrero | 20:00   |
| U. Católica      | 1 - 1     | S. Wanderers | San Carlos              | 26 de febrero | 18:30   |
| Cobresal         | 2 - 1     | Palestino    | El Cobre                | 27 de febrero | 16:00   |
| Cobreloa         | 0 - 1     | U. La Calera | Municipal de Calama     | 27 de febrero | 16:00   |
| U. de Concepción | 1 - 5     | U. de Chile  | Ester Roa               | 27 de febrero | 17:00   |
| D. Iquique       | 2 - 1     | Ñublense     | Tierra de Campeones     | 27 de febrero | 17:00   |
| S. Morning       | 2 - 2     | A. Italiano  | Municipal de La Pintana | 27 de febrero | 18:00   |
| U. San Felipe    | 1 - 1     | U. Española  | Municipal de San Felipe | 27 de febrero | 19:30   |
| Colo - Colo      | 1 - 2     | Huachipato   | Monumental              | 27 de marzo   | 18:30   |

| Fecha 7      | Fecha 7   | Fecha 7          | Fecha 7                | Fecha 7    | Fecha 7 |
| Local        | Resultado | Visita           | Estadio                | Fecha      | Hora    |
| ------------ | --------- | ---------------- | ---------------------- | ---------- | ------- |
| A. Italiano  | 1 - 0     | Cobreloa         | Lucio Fariña           | 4 de marzo | 20:00   |
| O'Higgins    | 3 - 0     | Cobresal         | El Teniente            | 5 de marzo | 18:00   |
| Huachipato   | 3 - 1     | D. Iquique       | Estadio CAP            | 5 de marzo | 20:00   |
| U. de Chile  | 0 - 2     | U. San Felipe    | Nacional               | 5 de marzo | 20:30   |
| Ñublense     | 2 - 3     | D. La Serena     | Nelson Oyarzún         | 5 de marzo | 20:30   |
| S. Wanderers | 4 - 1     | S. Morning       | Regional Chiledeportes | 6 de marzo | 17:00   |
| U. La Calera | 2 - 0     | U. de Concepción | Nicolás Chahuán        | 6 de marzo | 17:00   |
| U. Española  | 1 - 2     | Colo - Colo      | Santa Laura            | 6 de marzo | 18:00   |
| Palestino    | 1 - 2     | U. Católica      | Nacional               | 6 de marzo | 20:30   |

| Fecha 8          | Fecha 8   | Fecha 8      | Fecha 8                 | Fecha 8     | Fecha 8 |
| Local            | Resultado | Visita       | Estadio                 | Fecha       | Hora    |
| ---------------- | --------- | ------------ | ----------------------- | ----------- | ------- |
| Colo - Colo      | 2 - 0     | U. La Calera | Monumental              | 11 de marzo | 20:00   |
| U. San Felipe    | 2 - 1     | Huachipato   | Municipal de San Felipe | 12 de marzo | 18:30   |
| U. de Concepción | 1 - 0     | A. Italiano  | Ester Roa               | 12 de marzo | 18:30   |
| D. La Serena     | 2 - 3     | Palestino    | La Portada              | 13 de marzo | 16:00   |
| Cobreloa         | 2 - 3     | O'Higgins    | Municipal de Calama     | 13 de marzo | 16:00   |
| D. Iquique       | 4 - 1     | S. Wanderers | Tierra de Campeones     | 13 de marzo | 17:00   |
| S. Morning       | 1 - 1     | U. Española  | Municipal de La Pintana | 13 de marzo | 17:00   |
| U. Católica      | 2 - 0     | Ñublense     | San Carlos              | 13 de marzo | 19:30   |
| Cobresal         | 2 - 5     | U. de Chile  | El Cobre                | 24 de marzo | 15:30   |

| Fecha 9      | Fecha 9   | Fecha 9          | Fecha 9                  | Fecha 9     | Fecha 9 |
| Local        | Resultado | Visita           | Estadio                  | Fecha       | Hora    |
| ------------ | --------- | ---------------- | ------------------------ | ----------- | ------- |
| U. Católica  | 2 - 1     | S. Morning       | San Carlos               | 18 de marzo | 20:00   |
| O'Higgins    | 1 - 1     | U. de Chile      | El Teniente              | 19 de marzo | 16:00   |
| U. Española  | 3 - 0     | D. Iquique       | Santa Laura              | 19 de marzo | 18:30   |
| Ñublense     | - 0       | U. San Felipe    | Nelson Oyarzún           | 19 de marzo | 18:30   |
| Huachipato   | 0 - 4     | D. La Serena     | Estadio CAP              | 19 de marzo | 20:00   |
| Colo - Colo  | 1 - 1     | Cobreloa         | Estadio Monumental       | 20 de marzo | 16:00   |
| Palestino    | 3 - 2     | U. de Concepción | Municipal de La Cisterna | 20 de marzo | 16:00   |
| S. Wanderers | 3 - 0     | Cobresal         | Regional Chiledeportes   | 20 de marzo | 16:00   |
| U. La Calera | 3 - 1     | A. Italiano      | Nicolás Chahuán          | 20 de marzo | 18:30   |

| Fecha 10         | Fecha 10  | Fecha 10     | Fecha 10                | Fecha 10    | Fecha 10 |
| Local            | Resultado | Visita       | Estadio                 | Fecha       | Hora     |
| ---------------- | --------- | ------------ | ----------------------- | ----------- | -------- |
| U. Española      | 3 - 1     | U. La Calera | Santa Laura             | 31 de marzo | 20:00    |
| U. San Felipe    | 1 - 2     | U. Católica  | Municipal de San Felipe | 2 de abril  | 16:00    |
| U. de Concepción | 0 - 1     | O'Higgins    | Ester Roa               | 2 de abril  | 18:30    |
| D. La Serena     | 0 - 0     | D. Iquique   | La Portada              | 2 de abril  | 18:30    |
| Cobreloa         | 1 - 0     | Palestino    | Municipal de Calama     | 3 de abril  | 16:00    |
| Cobresal         | 1 - 2     | Ñublense     | El Cobre                | 3 de abril  | 16:00    |
| S. Morning       | 1 - 1     | Huachipato   | Municipal de La Pintana | 3 de abril  | 16:00    |
| A. Italiano      | 2 - 1     | Colo - Colo  | Bicentenario La Florida | 3 de abril  | 16:00    |
| U. de Chile      | 4 - 1     | S. Wanderers | Santa Laura             | 3 de abril  | 18:30    |

| Fecha 11     | Fecha 11  | Fecha 11         | Fecha 11                 | Fecha 11    | Fecha 11 |
| Local        | Resultado | Visita           | Estadio                  | Fecha       | Hora     |
| ------------ | --------- | ---------------- | ------------------------ | ----------- | -------- |
| S. Wanderers | 1 - 2     | U. San Felipe    | Regional Chiledeportes   | 8 de abril  | 20:00    |
| Palestino    | 1 - 1     | U. La Calera     | Municipal de La Cisterna | 9 de abril  | 15:30    |
| Huachipato   | 1 - 1     | A. Italiano      | Estadio CAP              | 9 de abril  | 18:00    |
| Colo - Colo  | 4 - 1     | D. La Serena     | Monumental               | 9 de abril  | 19:30    |
| D. Iquique   | 2 - 2     | U. de Chile      | Tierra de Campeones      | 9 de abril  | 22:00    |
| Ñublense     | 1 - 1     | S. Morning       | Nelson Oyarzún           | 10 de abril | 16:00    |
| Cobresal     | 4 - 3     | U. de Concepción | El Cobre                 | 10 de abril | 16:00    |
| O'Higgins    | 0 -0      | U. Española      | El Teniente              | 10 de abril | 16:00    |
| U. Católica  | 2 - 0     | Cobreloa         | San Carlos               | 10 de abril | 18:30    |

| Fecha 12         | Fecha 12  | Fecha 12     | Fecha 12                 | Fecha 12    | Fecha 12 |
| Local            | Resultado | Visita       | Estadio                  | Fecha       | Hora     |
| ---------------- | --------- | ------------ | ------------------------ | ----------- | -------- |
| U. San Felipe    | 3 - 1     | S. Morning   | Municipal de San Felipe  | 15 de abril | 20:00    |
| U. La Calera     | 0 - 2     | U. de Chile  | Sausalito                | 16 de abril | 15:30    |
| Palestino        | 1 - 0     | D. Iquique   | Municipal de La Cisterna | 16 de abril | 16:00    |
| U. de Concepción | 1 - 0     | Ñublense     | Ester Roa                | 16 de abril | 18:00    |
| A. Italiano      | 1 - 3     | O'Higgins    | Bicentenario La Florida  | 16 de abril | 20:30    |
| D. La Serena     | 3 - 1     | S. Wanderers | La Portada               | 17 de abril | 16:00    |
| Cobreloa         | 1 - 0     | Cobresal     | Municipal de Calama      | 17 de abril | 16:00    |
| Colo - Colo      | 1 - 1     | U. Católica  | Monumental               | 17 de abril | 16:00    |
| U. Española      | 4 - 2     | Huachipato   | Santa Laura              | 17 de abril | 18:30    |

| Fecha 13      | Fecha 13  | Fecha 13         | Fecha 13                | Fecha 13    | Fecha 13 |
| Local         | Resultado | Visita           | Estadio                 | Fecha       | Hora     |
| ------------- | --------- | ---------------- | ----------------------- | ----------- | -------- |
| Ñublense      | 0 - 5     | U. Española      | Nelson Oyarzún          | 21 de abril | 20:00    |
| O'Higgins     | 2 - 0     | U. La Calera     | El Teniente             | 23 de abril | 15:30    |
| S. Wanderers  | 2 - 1     | U. de Concepción | Regional Chiledeportes  | 23 de abril | 16:00    |
| Huachipato    | 1 - 1     | Cobreloa         | Estadio CAP             | 23 de abril | 18:00    |
| U. de Chile   | 0 - 0     | Palestino        | Nacional                | 23 de abril | 18:00    |
| U. Católica   | 5 - 2     | Cobresal         | San Carlos              | 23 de abril | 20:30    |
| D. Iquique    | 2 - 0     | A. Italiano      | Tierra de Campeones     | 23 de abril | 22:00    |
| U. San Felipe | 0 - 1     | D. La Serena     | Municipal de San Felipe | 24 de abril | 15:30    |
| S. Morning    | 0 - 1     | Colo - Colo      | Nacional                | 24 de abril | 18:00    |

| Fecha 14         | Fecha 14  | Fecha 14      | Fecha 14                 | Fecha 14    | Fecha 14 |
| Local            | Resultado | Visita        | Estadio                  | Fecha       | Hora     |
| ---------------- | --------- | ------------- | ------------------------ | ----------- | -------- |
| A. Italiano      | 4 - 0     | S. Wanderers  | Bicentenario La Florida  | 28 de abril | 20:00    |
| O'Higgins        | 0 - 1     | D. Iquique    | El Teniente              | 29 de abril | 18:00    |
| U. Española      | 4 - 3     | D. La Serena  | Santa Laura              | 29 de abril | 20:30    |
| Palestino        | 1 - 0     | Ñublense      | Municipal de La Cisterna | 29 de abril | 15:30    |
| Cobreloa         | 1 - 1     | U. San Felipe | Municipal de Calama      | 30 de abril | 16:00    |
| Cobresal         | 1 - 4     | S. Morning    | El Cobre                 | 30 de abril | 16:00    |
| U. de Chile      | 2 - 1     | Colo - Colo   | Nacional                 | 30 de abril | 16:00    |
| U. de Concepción | 1 - 2     | U. Católica   | Ester Roa                | 30 de abril | 18:30    |
| U. La Calera     | 0 - 0     | Huachipato    | Nicolás Chahuán          | 30 de abril | 21:00    |

| Fecha 15      | Fecha 15  | Fecha 15         | Fecha 15                | Fecha 15  | Fecha 15 |
| Local         | Resultado | Visita           | Estadio                 | Fecha     | Hora     |
| ------------- | --------- | ---------------- | ----------------------- | --------- | -------- |
| La Serena     | 2 - 1     | Cobresal         | La Portada              | 6 de mayo | 20:00    |
| Huachipato    | 1 - 3     | U. de Chile      | Estadio CAP             | 7 de mayo | 15:30    |
| S. Wanderers  | 2 - 0     | Cobreloa         | Regional Chiledeportes  | 7 de mayo | 18:00    |
| U. Católica   | 0 - 0     | U. Española      | San Carlos              | 7 de mayo | 20:30    |
| D. Iquique    | 1 - 0     | U. La Calera     | Tierra de Campeones     | 7 de mayo | 22:00    |
| S. Morning    | 0 - 4     | Palestino        | Municipal de La Pintana | 8 de mayo | 12:00    |
| U. San Felipe | 1 - 3     | U. de Concepción | Regional de Los Andes   | 8 de mayo | 15:30    |
| Ñublense      | 0 - 0     | A. Italiano      | Nelson Oyarzún          | 8 de mayo | 15:30    |
| Colo - Colo   | 5 - 1     | O'Higgins        | Monumental              | 8 de mayo | 18:00    |

| Fecha 16         | Fecha 16  | Fecha 16      | Fecha 16                 | Fecha 16   | Fecha 16 |
| Local            | Resultado | Visita        | Estadio                  | Fecha      | Hora     |
| ---------------- | --------- | ------------- | ------------------------ | ---------- | -------- |
| U. de Concepción | 2 - 1     | S. Morning    | Ester Roa                | 13 de mayo | 20:00    |
| Palestino        | 1 - 0     | Huachipato    | Municipal de La Cisterna | 14 de mayo | 15:30    |
| O'Higgins        | 1 - 1     | S. Wanderers  | El Teniente              | 14 de mayo | 18:00    |
| Colo - Colo      | 1 - 1     | D. Iquique    | Monumental               | 14 de mayo | 20:30    |
| U. La Calera     | 2 - 0     | Ñublense      | Nicolás Chahuán          | 15 de mayo | 15:30    |
| U. Católica      | 2 - 2     | U. de Chile   | Nacional                 | 15 de mayo | 15:30    |
| Cobreloa         | 3 - 3     | D. La Serena  | Municipal de Calama      | 15 de mayo | 16:00    |
| Cobresal         | 1 - 2     | U. San Felipe | El Cobre                 | 15 de mayo | 16:00    |
| A. Italiano      | 1 - 2     | U. Española   | Bicentenario La Florida  | 15 de mayo | 18:00    |

| Fecha 17      | Fecha 17  | Fecha 17         | Fecha 17                | Fecha 17   | Fecha 17 |
| Local         | Resultado | Visita           | Estadio                 | Fecha      | Hora     |
| ------------- | --------- | ---------------- | ----------------------- | ---------- | -------- |
| U. Española   | 1 - 1     | U. de Concepción | Santa Laura             | 20 de mayo | 20:00    |
| U. de Chile   | 2 - 1     | A. Italiano      | Santa Laura             | 21 de mayo | 12:00    |
| U. San Felipe | 2 - 3     | Palestino        | Lucio Fariña            | 21 de mayo | 15:30    |
| Huachipato    | 2 - 1     | O'Higgins        | Estadio CAP             | 21 de mayo | 18:00    |
| D. Iquique    | 1 - 1     | Cobresal         | Tierra de Campeones     | 21 de mayo | 22:00    |
| S. Morning    | 1 - 1     | Cobreloa         | Municipal de La Pintana | 22 de mayo | 15:30    |
| S. Wanderers  | 1 - 1     | U. La Calera     | Regional Chiledeportes  | 22 de mayo | 15:30    |
| Ñublense      | 2 - 3     | Colo - Colo      | Nelson Oyarzún          | 22 de mayo | 15:30    |
| La Serena     | 2 - 2     | U. Católica      | La Portada              | 22 de mayo | 18:00    |

## Clasificación
|  |     | Equipos de fútbol         | Pts | PJ | G  | E | P  | GF | GC | Dif |
|  | --- | ------------------------- | --- | -- | -- | - | -- | -- | -- | --- |
|  | 1.  | Universidad Católica      | 38  | 17 | 11 | 5 | 1  | 34 | 18 | 16  |
|  | 2.  | Universidad de Chile      | 35  | 17 | 10 | 5 | 2  | 39 | 20 | 19  |
|  | 3.  | Unión Española            | 32  | 17 | 9  | 5 | 3  | 33 | 18 | 15  |
|  | 4.  | Palestino                 | 30  | 17 | 9  | 3 | 5  | 26 | 20 | 6   |
|  | 5.  | O'Higgins                 | 27  | 17 | 8  | 3 | 6  | 29 | 26 | 3   |
|  | 6.  | Unión La Calera           | 25  | 17 | 7  | 4 | 6  | 18 | 18 | 0   |
|  | 7.  | Unión San Felipe          | 24  | 17 | 7  | 3 | 7  | 24 | 21 | 3   |
|  | 8.  | Colo Colo                 | 24  | 17 | 7  | 3 | 7  | 28 | 26 | 2   |
|  | 9.  | Huachipato                | 22  | 17 | 6  | 4 | 7  | 24 | 27 | -3  |
|  | 10. | Audax Italiano            | 21  | 17 | 6  | 3 | 8  | 24 | 28 | -4  |
|  | 11. | Deportes La Serena        | 21  | 17 | 5  | 6 | 6  | 28 | 28 | 0   |
|  | 12. | Deportes Iquique          | 21  | 17 | 5  | 6 | 6  | 18 | 22 | -4  |
|  | 13. | Universidad de Concepción | 20  | 17 | 6  | 2 | 9  | 24 | 26 | -2  |
|  | 14. | Santiago Wanderers        | 19  | 17 | 5  | 4 | 8  | 23 | 31 | -8  |
|  | 15. | Cobreloa                  | 18  | 17 | 4  | 6 | 7  | 16 | 22 | -6  |
|  | 16. | Cobresal                  | 16  | 17 | 5  | 1 | 11 | 26 | 41 | -15 |
|  | 17. | Santiago Morning          | 16  | 17 | 3  | 7 | 7  | 22 | 30 | -8  |
|  | 18. | Ñublense                  | 14  | 17 | 4  | 2 | 11 | 17 | 31 | -14 |

Pts = Puntos; PJ = Partidos Jugados; G = Partidos Ganados; E = Partidos Empatados; P = Partidos Perdidos; GF = Goles Anotados; GC = Goles Recibidos; Dif = Diferencia de gol
|  | Clasificado a los Play-Offs y a la Copa Sudamericana 2011 como Chile 2. |
|  | Clasificados a los Play-Offs.                                           |

| Equipo / Fecha            | 01 | 02 | 03 | 04 | 05 | 06 | 07 | 08 | 09 | 10 | 11 | 12 | 13 | 14 | 15 | 16 | 17 |
| ------------------------- | -- | -- | -- | -- | -- | -- | -- | -- | -- | -- | -- | -- | -- | -- | -- | -- | -- |
| Universidad Católica      | 3  | 1  | 3  | 2  | 1  | 2  | 1  | 1  | 1  | 1  | 1  | 1  | 1  | 1  | 1  | 1  | 1  |
| Universidad de Chile      | 9  | 2  | 1  | 1  | 2  | 1  | 3  | 5  | 4  | 2  | 2  | 2  | 3  | 2  | 2  | 2  | 2  |
| Unión Española            | 16 | 11 | 5  | 9  | 5  | 5  | 9  | 9  | 6  | 5  | 5  | 4  | 4  | 3  | 3  | 3  | 3  |
| Palestino                 | 1  | 6  | 10 | 13 | 14 | 16 | 17 | 14 | 11 | 10 | 11 | 8  | 8  | 6  | 5  | 4  | 4  |
| O'Higgins                 | 14 | 8  | 11 | 7  | 12 | 8  | 6  | 3  | 3  | 3  | 3  | 3  | 2  | 4  | 4  | 5  | 5  |
| Unión La Calera           | 9  | 5  | 2  | 5  | 3  | 3  | 2  | 2  | 2  | 4  | 4  | 6  | 6  | 7  | 8  | 7  | 6  |
| Unión San Felipe          | 1  | 7  | 7  | 3  | 9  | 10 | 8  | 4  | 7  | 8  | 6  | 5  | 5  | 5  | 6  | 6  | 7  |
| Colo-Colo                 | 7  | 14 | 18 | 18 | 15 | 17 | 15 | 12 | 13 | 15 | 12 | 11 | 9  | 10 | 9  | 8  | 8  |
| Huachipato                | 6  | 9  | 4  | 8  | 4  | 7  | 5  | 7  | 9  | 6  | 7  | 7  | 7  | 9  | 11 | 13 | 9  |
| Audax Italiano            | 14 | 18 | 14 | 10 | 6  | 6  | 4  | 6  | 8  | 7  | 8  | 9  | 10 | 8  | 7  | 9  | 10 |
| Deportes La Serena        | 9  | 13 | 15 | 16 | 17 | 18 | 16 | 17 | 15 | 16 | 17 | 15 | 11 | 11 | 10 | 10 | 11 |
| Deportes Iquique          | 16 | 17 | 17 | 17 | 18 | 15 | 18 | 18 | 18 | 18 | 18 | 18 | 17 | 13 | 12 | 11 | 12 |
| Universidad de Concepción | 13 | 15 | 6  | 12 | 8  | 11 | 12 | 10 | 12 | 14 | 15 | 14 | 15 | 17 | 14 | 12 | 13 |
| Santiago Wanderers        | 16 | 11 | 13 | 14 | 16 | 14 | 11 | 13 | 5  | 9  | 10 | 13 | 14 | 16 | 13 | 14 | 14 |
| Cobreloa                  | 3  | 3  | 9  | 6  | 11 | 12 | 13 | 15 | 16 | 12 | 14 | 12 | 13 | 12 | 15 | 15 | 15 |
| Cobresal                  | 7  | 4  | 8  | 4  | 10 | 4  | 7  | 8  | 10 | 11 | 9  | 10 | 12 | 14 | 16 | 16 | 16 |
| Santiago Morning          | 9  | 16 | 16 | 11 | 7  | 9  | 10 | 11 | 14 | 13 | 13 | 16 | 18 | 15 | 17 | 17 | 17 |
| Ñublense                  | 3  | 9  | 12 | 15 | 13 | 13 | 14 | 16 | 17 | 17 | 16 | 17 | 16 | 18 | 18 | 18 | 18 |

|  | Cuartos de final                             | Cuartos de final                             | Cuartos de final                             |   |                      | Semifinales                                  | Semifinales                                  | Semifinales                                  |  |  | Final                                   | Final                                   | Final                                   |
|  | 25/26 de mayo (ida) - 28/29 de mayo (vuelta) | 25/26 de mayo (ida) - 28/29 de mayo (vuelta) | 25/26 de mayo (ida) - 28/29 de mayo (vuelta) |   |                      | 01/2 de junio (ida) - 04/5 de junio (vuelta) | 01/2 de junio (ida) - 04/5 de junio (vuelta) | 01/2 de junio (ida) - 04/5 de junio (vuelta) |  |  | 9 de junio (ida) - 12 de junio (vuelta) | 9 de junio (ida) - 12 de junio (vuelta) | 9 de junio (ida) - 12 de junio (vuelta) |
|  |                                              |                                              |                                              |   |                      |                                              |                                              |                                              |  |  |                                         |                                         |                                         |
|  | Universidad Católica                         | 4                                            | 1                                            |   |                      |                                              |                                              |                                              |  |  |                                         |                                         |                                         |
|  | Colo-Colo                                    | 2                                            | 1                                            |   |                      |                                              |                                              |                                              |  |  |                                         |                                         |                                         |
|  | Colo-Colo                                    | 2                                            | 1                                            |   | Universidad Católica | 1                                            | 1                                            |                                              |  |  |                                         |                                         |                                         |
|  |                                              |                                              |                                              |   | Universidad Católica | 1                                            | 1                                            |                                              |  |  |                                         |                                         |                                         |
|  |                                              | Unión La Calera                              | 2                                            | 0 |                      |                                              |                                              |                                              |  |  |                                         |                                         |                                         |
|  | Unión Española                               | Unión La Calera                              | 2                                            | 0 | 0                    | 0                                            |                                              |                                              |  |  |                                         |                                         |                                         |
|  | Unión Española                               |                                              |                                              |   | 0                    | 0                                            |                                              |                                              |  |  |                                         |                                         |                                         |
|  | Unión La Calera                              | 1                                            | 0                                            |   |                      |                                              |                                              |                                              |  |  |                                         |                                         |                                         |
|  |                                              |                                              |                                              |   |                      |                                              |                                              |                                              |  |  | Universidad Católica                    | 2                                       | 1                                       |
|  |                                              |                                              | Universidad de Chile                         | 0 | 4                    |                                              |                                              |                                              |  |  |                                         |                                         |                                         |
|  | Universidad de Chile                         | 2                                            | 1                                            |   |                      |                                              |                                              |                                              |  |  |                                         |                                         |                                         |
|  | Unión San Felipe                             | 1                                            | 1                                            |   |                      |                                              |                                              |                                              |  |  |                                         |                                         |                                         |
|  | Unión San Felipe                             | 1                                            | 1                                            |   | Universidad de Chile | 1                                            | 7                                            |                                              |  |  |                                         |                                         |                                         |
|  |                                              |                                              |                                              |   | Universidad de Chile | 1                                            | 7                                            |                                              |  |  |                                         |                                         |                                         |
|  |                                              | O'Higgins                                    | 0                                            | 1 |                      |                                              |                                              |                                              |  |  |                                         |                                         |                                         |
|  | Palestino                                    | O'Higgins                                    | 0                                            | 1 | 1                    | 0                                            |                                              |                                              |  |  |                                         |                                         |                                         |
|  | Palestino                                    |                                              |                                              |   | 1                    | 0                                            |                                              |                                              |  |  |                                         |                                         |                                         |
|  | O'Higgins                                    | 1                                            | 3                                            |   |                      |                                              |                                              |                                              |  |  |                                         |                                         |                                         |

| 26 de mayo de 2011, 20:00 | Colo-Colo      | 2:4 (2:1) | Universidad Católica                                  | Monumental, Santiago (Macul)                             |                                                          |
|                           | Paredes 5' 13' | Reporte   | Mirosevic 34' (pen.) · Gutiérrez 61' · Pratto 88' 90' | Asistencia: 25.285 espectadores Árbitro(s): Claudio Puga | Asistencia: 25.285 espectadores Árbitro(s): Claudio Puga |

| 29 de mayo de 2011, 16:00 | Universidad Católica | 1:1 (0:0) | Colo-Colo | Nacional Julio Martínez Prádanos, Santiago (Ñuñoa)        |                                                           |
|                           | Silva 77'            | Reporte   | Rubio 71' | Asistencia: 15.603 espectadores Árbitro(s): Enrique Osses | Asistencia: 15.603 espectadores Árbitro(s): Enrique Osses |

| 26 de mayo de 2011, 16:00 | Unión La Calera | 1:0 (0:0) | Unión Española | Municipal Nicolás Chahuán Nazar, La Calera               |                                                          |
|                           | Carreño 68'     | Reporte   |                | Asistencia: 2.459 espectadores Árbitro(s): Enrique Osses | Asistencia: 2.459 espectadores Árbitro(s): Enrique Osses |

| 29 de mayo de 2011, 18:00 | Unión Española | 0:0     | Unión La Calera | Santa Laura-Universidad SEK, Santiago (Independencia)   |                                                         |
|                           |                | Reporte |                 | Asistencia: 4.842 espectadores Árbitro(s): Claudio Puga | Asistencia: 4.842 espectadores Árbitro(s): Claudio Puga |

| 25 de mayo de 2011, 18:00 | Unión San Felipe | 1:2 (1:0) | Universidad de Chile             | Santa Laura-Universidad SEK, Santiago (Independencia)     |                                                           |
|                           | Urbano 26'       | Reporte   | Canales 48' (pen.) · Acevedo 58' | Asistencia: 7.000 espectadores Árbitro(s): Julio Bascuñán | Asistencia: 7.000 espectadores Árbitro(s): Julio Bascuñán |

| 28 de mayo de 2011, 18:00 | Universidad de Chile | 1:1 (1:0) | Unión San Felipe | Nacional Julio Martínez Prádanos, Santiago (Ñuñoa)         |                                                            |
|                           | E. Vargas 6'         | Reporte   | Trecco 64'       | Asistencia: 18.332 espectadores Árbitro(s): Eduardo Gamboa | Asistencia: 18.332 espectadores Árbitro(s): Eduardo Gamboa |

| 25 de mayo de 2011, 20:00 | O'Higgins           | 1:1 (1:0) | Palestino     | El Teniente, Rancagua                                     |                                                           |
|                           | Riquelme 33' (a.g.) | Reporte   | Oyarzún 90+2' | Asistencia: 6.006 espectadores Árbitro(s): Patricio Polic | Asistencia: 6.006 espectadores Árbitro(s): Patricio Polic |

| 28 de mayo de 2011, 15:30 | Palestino | 0:3 (0:1) | O'Higgins                                          | Municipal de La Cisterna, Santiago (La Cisterna)         |                                                          |
|                           |           | Reporte   | Suárez 45+2' (pen.) · González 62' · Gutiérrez 76' | Asistencia: 3.000 espectadores Árbitro(s): Eduardo Ponce | Asistencia: 3.000 espectadores Árbitro(s): Eduardo Ponce |

| 2 de junio de 2011, 16:00 | Unión La Calera              | 2:1 (2:1) | Universidad Católica | Municipal Nicolás Chahuán Nazar, La Calera                |                                                           |
|                           | Bahamondes 25' · Barriga 27' | Reporte   | Mirosevic 35'        | Asistencia: 2.663 espectadores Árbitro(s): Eduardo Gamboa | Asistencia: 2.663 espectadores Árbitro(s): Eduardo Gamboa |

| 5 de junio de 2011, 17:00 | Universidad Católica | 1:0 (0:0) | Unión La Calera | San Carlos de Apoquindo, Santiago (Las Condes)           |                                                          |
|                           | Andía 46'            | Reporte   |                 | Asistencia: 13.200 espectadores Árbitro(s): Claudio Puga | Asistencia: 13.200 espectadores Árbitro(s): Claudio Puga |

| 1 de junio de 2011, 18:00 | O'Higgins | 0:1 (0:0) | Universidad de Chile | El Teniente, Rancagua                                    |                                                          |
|                           |           | Reporte   | Rivarola 67'         | Asistencia: 11.124 espectadores Árbitro(s): Claudio Puga | Asistencia: 11.124 espectadores Árbitro(s): Claudio Puga |

| 4 de junio de 2011, 17:00 | Universidad de Chile                                                                  | 7:1 (4:1) | O'Higgins    | Nacional Julio Martínez Prádanos, Santiago (Ñuñoa)         |                                                            |
|                           | E. Vargas 9' · Aránguiz 13' · Canales 24' 85' · Acevedo 33' · Díaz 67' · Rivarola 81' | Reporte   | Gutiérrez 8' | Asistencia: 24.863 espectadores Árbitro(s): Patricio Polic | Asistencia: 24.863 espectadores Árbitro(s): Patricio Polic |

| 9 de junio de 2011, 20:00 | Universidad de Chile | 0:2 (0:0) | Universidad Católica      | Nacional Julio Martínez Prádanos, Santiago (Ñuñoa)       |                                                          |
|                           |                      | Reporte   | Costa 58' · Mirosevic 90' | Asistencia: 30.284 espectadores Árbitro(s): Claudio Puga | Asistencia: 30.284 espectadores Árbitro(s): Claudio Puga |

| 12 de junio de 2011, 17:00 | Universidad Católica | 1:4 (1:2) | Universidad de Chile                                    | Nacional Julio Martínez Prádanos, Santiago (Ñuñoa)        |                                                           |
|                            | Pratto 23'           | Reporte   | Canales 16' (pen.) 51' (pen.) 55' · Eluchans 25' (a.g.) | Asistencia: 39.685 espectadores Árbitro(s): Enrique Osses | Asistencia: 39.685 espectadores Árbitro(s): Enrique Osses |

| Universidad de Chile                      |
| Campeón Universidad de Chile 14.to título |

## Estadísticas
Fecha de actualización: 12 de junio
| Jugador         | Equipo               | Goles |
| --------------- | -------------------- | ----- |
| Matías Urbano   | Unión San Felipe     | 12    |
| Gustavo Canales | Universidad de Chile | 11    |
| Eduardo Vargas  | Universidad de Chile | 10    |
| Edson Puch      | Universidad de Chile | 9     |
| Nicolás Canales | Palestino            | 8     |
| Carlos Muñoz    | Santiago Wanderers   | 8     |
| Sebastián Jaime | Unión Española       | 8     |